# Herb gminy Niebylec
Herb gminy Niebylec – symbol gminy Niebylec.

## Wygląd i symbolika
Herb przedstawia na tarczy w polu czerwonym srebrne zbrojne ramię (obłoki), trzymające srebrny miecz. Jest to historyczny herb miasta Niebylec, pochodzący od herbu Pogonia lub od herbu Radański, z srebrnymi obłokami zamiast błękitnymi (czasami błędnie opisuje się go jako „część Pogoni litewskiej”).